# 勒佩尔西
勒佩尔西（法語：Le Percy，法語發音：[lə pɛʁsi]；2023年之前名为佩尔西 (Percy)）是法国伊泽尔省的一个市镇，属于格勒诺布尔区。

## 地理
勒佩尔西（44°48'5"N, 5°38'59"E）面积15.93 平方千米，位于法国奥弗涅-罗讷-阿尔卑斯大区伊泽尔省，该省份为法国东南部内陆省份，北起顺时针与安省、萨瓦省、上阿尔卑斯省、德龙省、阿尔代什省、卢瓦尔省和罗讷省。
与勒佩尔西接壤的市镇（或旧市镇、城区）包括：希希利亚讷、克莱勒、特列沃地区科尔尼永、拉瓦尔、莫内斯捷迪佩尔西、普雷布瓦、迪瓦地区沙蒂永。
勒佩尔西的时区为UTC+01:00、UTC+02:00（夏令时）。

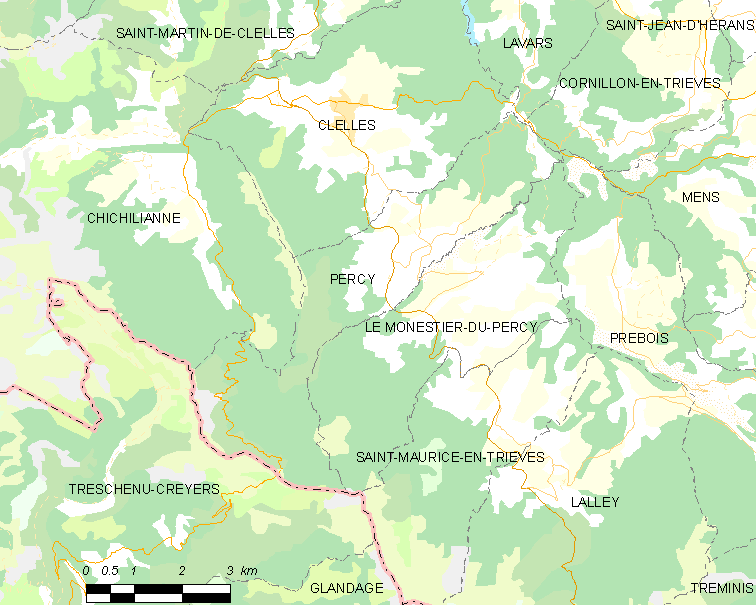
勒佩尔西的OSM定位图

## 行政
勒佩尔西的邮政编码为38930，INSEE市镇编码为38301。

## 政治
勒佩尔西所属的省级选区为马泰西讷-特列沃县。

## 人口

1962-2008年间勒佩尔西人口变化图示

勒佩尔西于2022年1月1日时的人口数量为167人。